# Konst på Hög
Konst på hög is een kunstproject annex beeldenpark op de Kvarntorpshögen, een heuvel in Kvarntorp bij de stad Kumla in Zweden. Het sculptuurproject vindt vanaf 1998 ieder jaar plaats en de collectie beelden en installaties, die permanent is te bezichtigen, groeit jaarlijks.
In de sculptuur/installatie van de Zweedse beeldhouwer Olle Medin, Arken (1999), vinden gedurende de zomermaanden kunstexposities plaats.

## Deelnemende kunstenaars (selectie)
- James Bates : Bunker (2002)
- Richard Brixel : Makt (1998) en Karyatid (2001)
- Claes Hake : Port (1998)
- Peter Johansson : Utan titel of Johansson (2006)[1]
- Kent Karlsson : Absit Omen (2003)
- Eva Löfdahl : Tur med Vädret (2001)
- Olle Medin : Arken (1999) en Trappen (2005)
- Lars Vilks : Waaaal (1998) en Hesperidernas trädgård (2006)
- Karin Ward : Dansen (2001)

## Fotogalerij

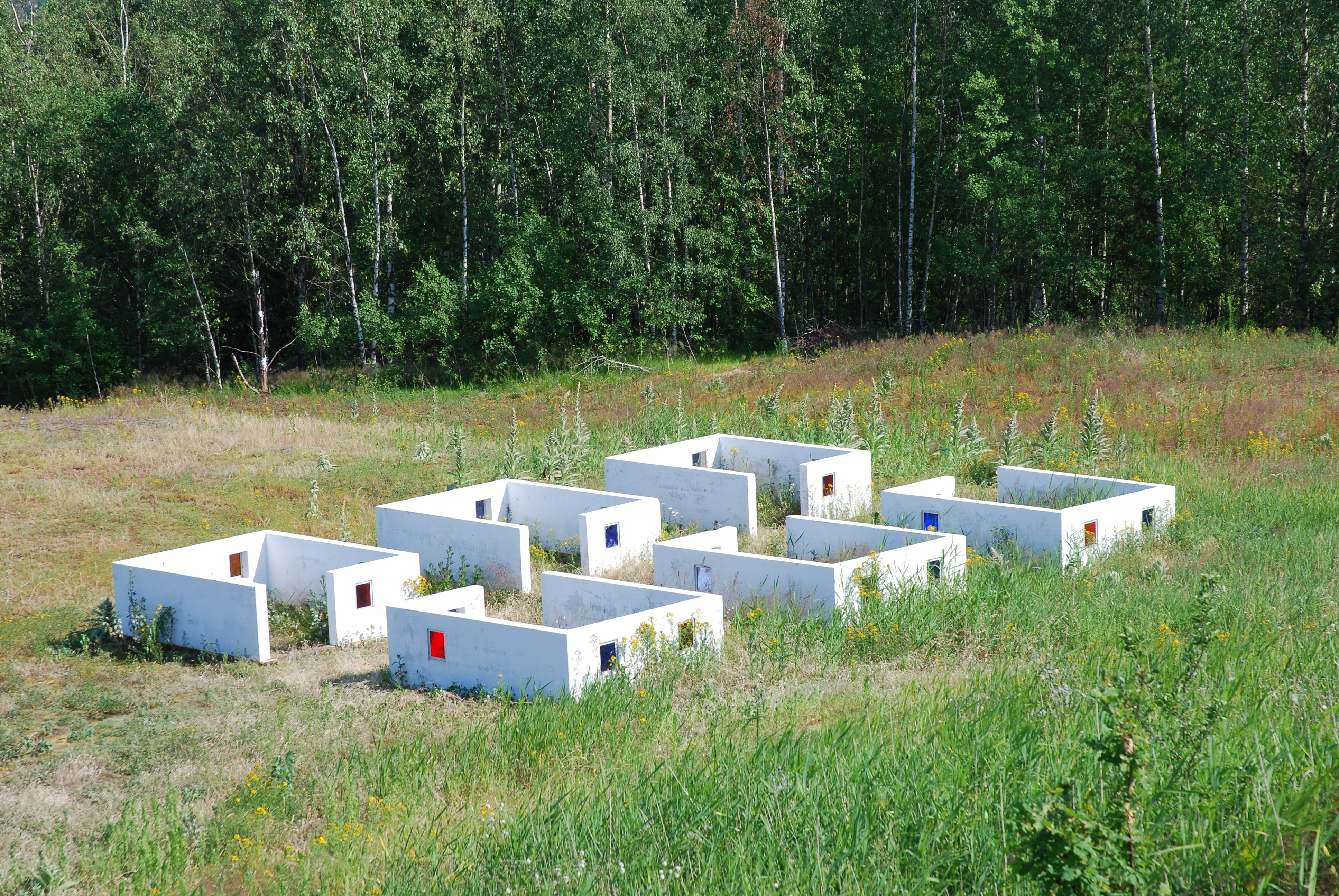
Tur med vädret (2001) van Eva Löfdahl
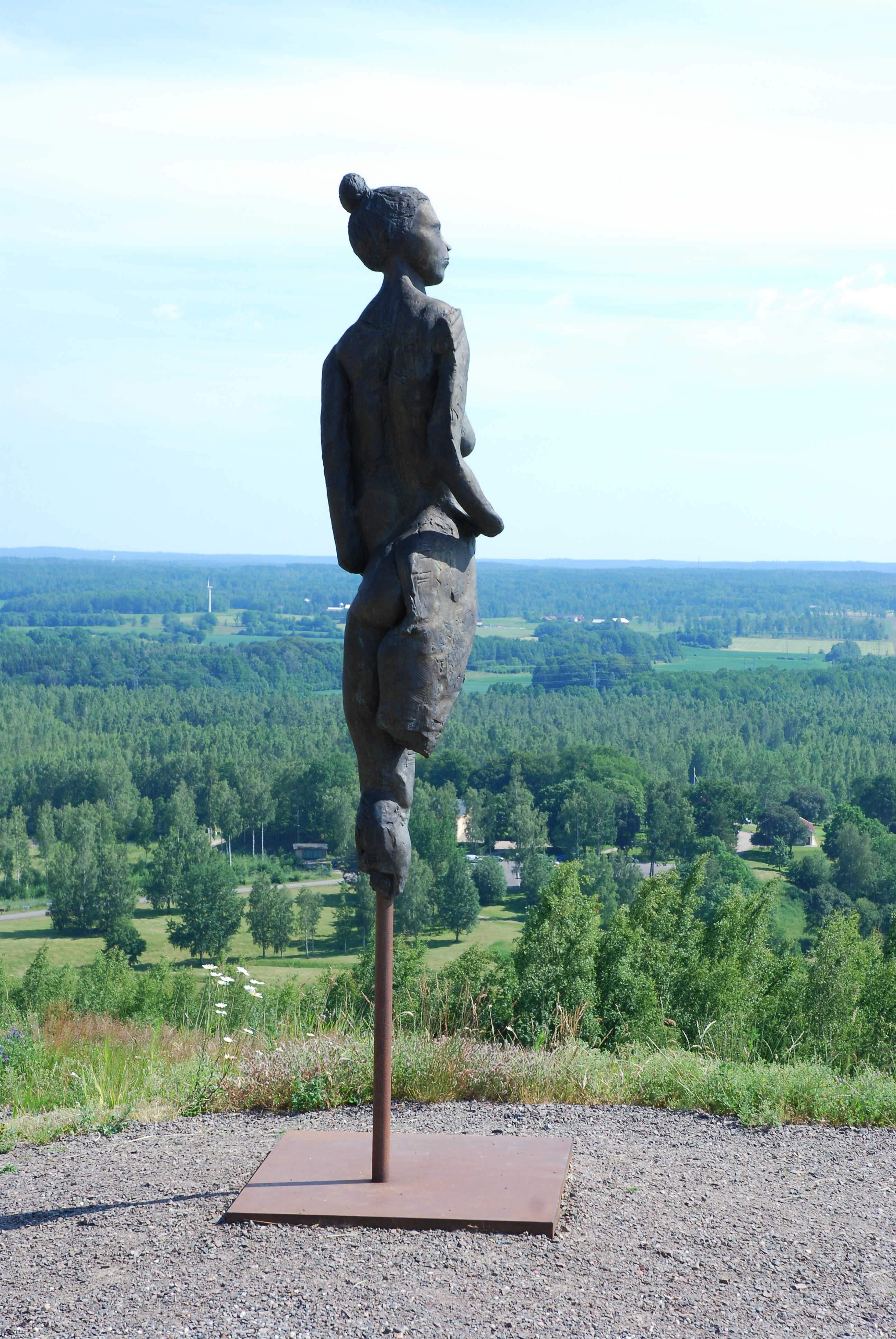
Karyatid (2001) van Richard Brixel
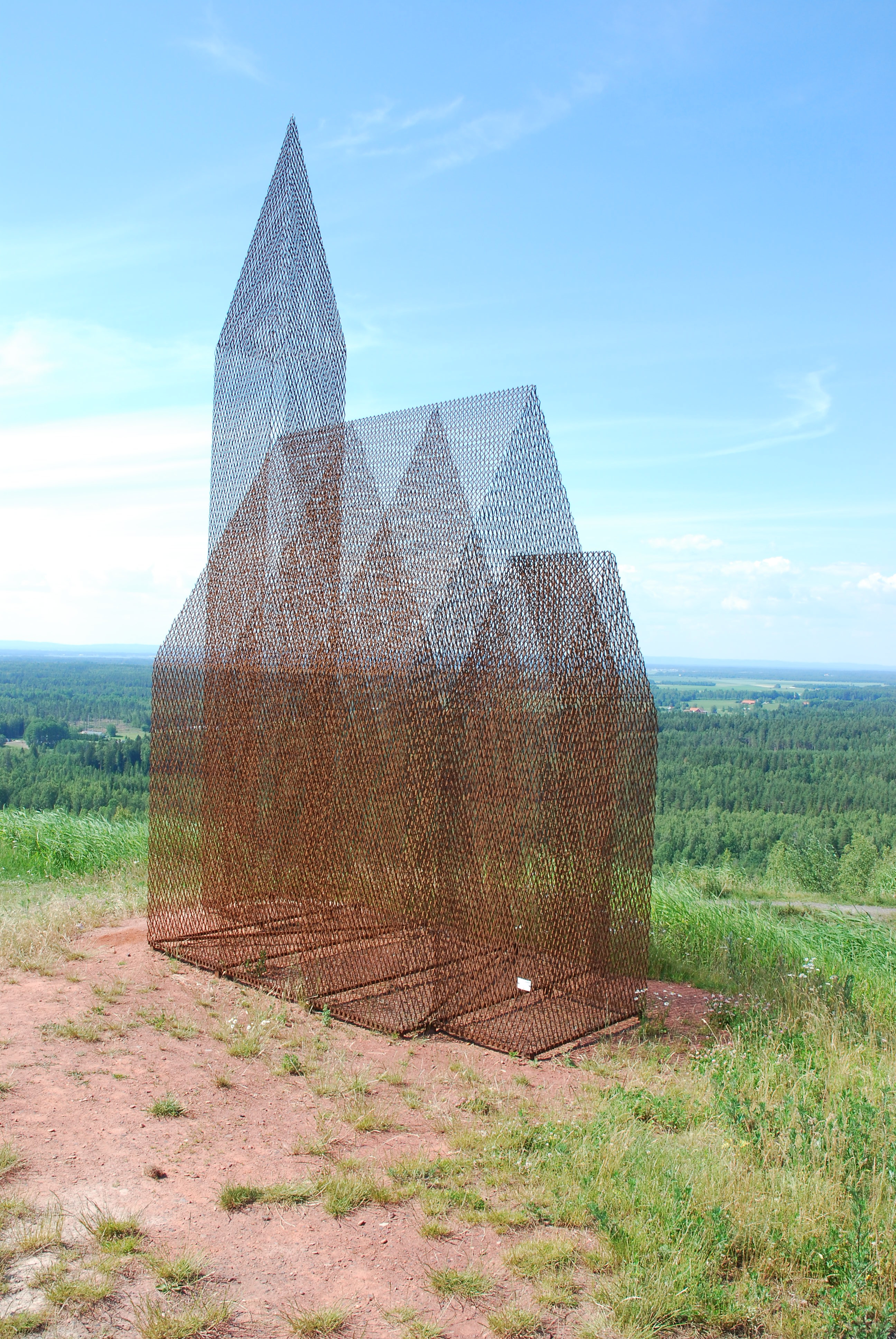
Absit Omen (2003) van Kent Karlsson